# 沭阳郡
沭阳郡，中国南北朝时设置的郡。
东魏武定七年（549年），东魏占淮北。同年，改僮阳郡为沭阳郡。领下城县、临渣县、怀文县、服武县四县。南陈太建五年（573年），北伐，攻取沭阳郡，将下城、临渣、服武并入怀文县。北周建德七年（578年），改怀文县为沭阳县。隋朝开皇年间，废沭阳郡，沭阳县治迁入郡治。故城即今江苏省沭阳城区。